# 假面騎士KABUTO角色列表
假面騎士KABUTO角色列表是於朝日電視台放映的特攝劇集《假面騎士KABUTO》（日语：仮面ライダーカブト）各個登場的角色。

## 天道家
天道總司（てんどう そうじ）（水嶋斐呂飾／香港配音：李致林／台灣配音：陳宏瑋）
21歲，假面騎士Kabuto變身者。本故事的第一男主角，第一人稱「俺」。
以「行天之道、總司一切」自居，態度總是高傲不遜，認為自己是世界上最了不起、最偉大和最強的一個熱血青年。而其各方面能力(戰鬥力、料理能力等等)亦與其上述性格相符合。
擁有目中無人的個性，但絕非是自我中心者，總是溫柔的對待妹妹，對有困難的人，以傲慢的態度加以援手的正義男子。
雖然Kabuto Zector及變身腰帶均為ZECT所有，但其並不願意加入ZECT，所以某程度上與ZECT為敵對關係並且ZECT一直都希望從其手上搶回以上物件，甚至很多時為此而直接變身對戰。
對於加賀美，雖不喜與他親近，卻也在某種程度上予以認同。
本名日下部總司，三歲時因為父母被原蟲殺死並取代，而由現在的祖母所收養，並改名為天道總司。所以擁有一個能力，就是能一眼看穿僞裝成人類的宇蟲。
從心裡尊敬祖母，常會把「祖母曾經說過……、奶奶是這麼說的……」等等教誨掛在嘴上，祖母所傳授的天道語錄有著不可思議的勸導力。
思路明晰、運動神經超群，以職業等級以上的廚藝為始，精通種種運動和技能（但對親妹妹日下部日和或管家爺爺等，比自己還要優秀的對手，在予以表示敬意的同時，自己也不會忘了要更加努力）。
因為他相信自己是「被選上的人，戰鬥的時刻總會到來」，所以並無固定職業。作為補償，從不懈怠戰鬥的訓練。
和妹妹二人一起生活。是否有繼承遺產，或接受某種報酬完全不明，但經濟上是充裕的。
在七年前的澀谷隕石事件中，遇見變化為自己父母的原蟲，機緣巧遇下也得到變身腰帶，被Kabuto Zector選上為資格者，及後他便以非ZECT人員身份與異蟲戰鬥。
每次消滅完敵人後都會習慣地用右手食指指向天。
其變身腰帶在第6話被ZECT一度搶走，最後經岬祐月理解後奪回。
第8話與矢車想對戰，雖然雙方實力不相上下，但因為了救在旁勸止的加賀美新而捱下TheBee 的Rider Sting而落敗，及後更被矢車想打死，但實為打暈。
從第11-12話可看出很受女性歡迎。
第15話為了消滅worm，以"天道寺總司郎"的假名暫時加入ZECT，成為幻影部隊的隊長，然後退出。
第23話和加賀美潛入Area X，以及第25話獨自潛入警察部門了解假面騎士計劃真相但失敗而回。
第26話向日和導出那個殺死日和雙親的腰帶少年正是天道自己。
第30話經特訓後成為光明菜刀擁有人。
第32話向日和表示她是自己唯一親妹妹。
第33話再次加入ZECT，為的是毀滅ZECT和搶奪其他騎士的Zecter以讓身為原蟲的日和能正常生活。
第34話取得Hyper Zecter並變身成Hyper Kabuto。
第35話在立川大吾的勸服下放棄了搶奪其他騎士的Zecter的念頭，而後得知ZECT是為了消滅worm而建立的，也放棄了毀滅ZECT，進而利用ZECT的影響力來消滅worm。
第36話受自身騎士系統的紅舞鞋系統影響爆走，並攻擊立川大吾。
第39話與間宮麗奈戰鬥後，間宮麗奈因自己而負傷，並失去異蟲的記憶並變成人類間宮麗奈的記憶。
同話被吹到了「日全蝕的世界」並見回日和。同時首次挑戰鐵假面男。
第41話向加賀美等人導出ZECT和原蟲的關係，並指出自己的變身腰帶是由原蟲給予的。
同話經加賀美陸證實紅舞鞋系統是自己的父親日下部総一開發的。
第43話兩度挑戰鐵假面男，更一度想讓鐵假面男殺掉自己以帶日和回到現實世界。後來因加賀美阻止而放棄想法。
第44話成功勸說日和回到現實的世界。
第46話擊倒變成異蟲的神代劍。
第48話跟加賀美說明ZECT那條可偵測出異蟲的項鍊的真正作用但不果並對戰，然而戰敗。
第49話跟加賀美擊敗變成原蟲三島正人，同話去買豆腐而路過法國而被路人認出後，說著自己的關鍵台詞作為結尾。
天道樹花（てんどう じゅか）
13歲。為天道總司的義妹（祖母的親孫女）。一名國中生。
和兄長一起生活。對人人都敬而遠之的兄長十分崇拜。
與兄長相同，對祖母十分的尊敬，「祖母曾經說過……」這句話為兄妹兩人共通的台詞。在澀谷隕石事件時，被在現場的天道所救，之後就相信著「自己遇到困難時，哥哥一定會來幫忙」。
第6話向日和說明其實兄長一直在心裏。
第37話向兄長導出所讀國中流傳著謠言後始發現學校內藏大量worm。

## Bistro la Salle
日下部煦（くさかべ ひより）
18歲。本故事的女主角。
西餐廳“Bistro la Salle”的打工店員、加賀美的同事。以日文中的「僕」自稱。
於澀谷隕石時失去了雙親，因此喪失了與他人正常溝通的能力。
非常珍惜自己愛用的自行車。
興趣是繪畫、總是在愛用的素描簿上畫著妖精的圖。
料理技術一流，其料理連天道和劍都為之讚不絕口。
在七年前的澀谷隕石事件時，與裝備了騎士腰帶的天道相遇。深信雙親就是此少年所殺但卻沒有當時的清楚記憶，雖然也曾懷疑過天道，但為天道正直無欺的心所感而相信了他。
她的能力和過去有著許多難解的謎，被認為是掌握故事關鍵的人物。
其實她是擬態為天道父母的原蟲所生的小孩，是在「母親還活著時所懷的天道之妹」的擬態原蟲，但自己並不知道這個事實，而以人類的身分生活著。於第31話才知道自己的真面目。
在第1話看出似乎能夠和無機物或無機性質者交談。
第6話認為爽約的天道是騙子，後來經樹花說明其實兄長一直在心裏後想法有所改變。
第9話撫摸天道的騎士腰帶就將之修復。
在第32話，感覺到被囚禁在Area X的鐵假面男（擬態為天道的原蟲、Dark Kabuto）的聲音受其引導而與其相會，但被捲入Hyper Zecter的暴走，與鐵假面男一起被吹到了「日全蝕的世界」。
第43話雖然和Dark Kabuto一起回到現實世界，但因在「日全蝕的世界」期間，已接受了同為原蟲的Dark Kabuto才是「天道」，而且領悟到身為原蟲的自己在現實世界並無容身之處，因而一度拒絕真正的天道。
第44話被天道給說服，離開了Dark Kabuto而回到了天道的身邊。
第49話戰爭結束後，繼續在Bistro la Salle工作，供應日和主廚特餐。
竹宮弓子（たけみや ゆみこ）
36歲。西餐廳“Bistro la Salle”店長。

## 田所小組
加賀美新（かがみ あらた）（佐藤祐基飾／香港配音：曹啟謙（TV版）、蔡威賢（時王）／台灣配音：李世揚（TV版）、孟慶府（時王））
21歲。假面騎士TheBee(第二代)、假面騎士Gatack變身者。本故事的第二男主角，第一人稱「俺」。
是個熱血、純真、善良的青年。
以見習隊員身份加入了ZECT・田所小組，並負責記錄worm的數據從而製定作戰計劃。平時為洋食店“Bistro la Salle”的服務生。
第4話得知弟弟（加賀美亮）被worm所殺。因此所以對worm懷有強烈的憎恨而加入ZECT並積極投身於戰鬥。
第8話加入影子小隊。
在第9話尾得到了TheBee的資格，當知道身為TheBee便要負起消滅Kabuto的責任，於是在第10話尾放棄資格。
第14話被影山瞬利用為尋找影子小隊內奸的誘餌。
在第22話被worm殺害，然而在Gatack變身腰帶的力量之下復活，並作為“戰神Gatack”一直戰鬥到最後。
第23-24話和天道潛入Area X，以及獨自潛入ZECT的總部了解假面騎士計劃真相但失敗而回。
第26話阻止田所辭職的想法。
第30話得知劍是worm後一直隱瞞事實至第46話並在劍失控時保護他。
第31話被劍認定了為最好的朋友。
第34話被Worm擊殺，但不久後被進化成Hyper Kabuto的天道以Hyper Clock Up救回。
第35-36話對立川大吾可變身為Drake和說出：「被戰鬥之神Gatack選上的加賀美新，被太陽之神Kabuto選中的日下部總司」感到奇怪。
第36話阻止受自身騎士系統的紅舞鞋系統影響爆走的Kabuto攻擊立川大吾。
第41話對自己被稱為"ZECT高層的兒子"感到奇怪。
同話經父親和天道導出ZECT和原蟲的關係後開始不想再服從ZECT的命令。
第43話阻止天道讓鐵假面男殺掉自己以帶日和回到現實世界的想法。
第48話不相信天道的話並跟天道對戰和戰勝。
第49話跟天道擊敗變成原蟲三島正人。同話戰爭結束後，當了一名善良的普通警察。
於《假面騎士ZI-O》第37話再次登場，在第38話正式取得假面騎士Kabuto的資格，成為第二任變身者。
岬 祐月（みさき ゆづき）
23歲。田所小組成員。
故事後期被神代劍劍的癡情所感動而相愛，並約定於聖誕節約會。
田所修一的的得力助手同時作為前輩教導加賀美新。
一方面信賴上司田所，另一方面也經常指責加賀美在思考和判斷上的疏忽。但是在他陷入危機的時候真心爲他擔心，之後承認他的優點，消沉的時候鼓勵他等用溫暖的目光注視着他。基本上對來自ZECT本部的命令也忠實，假面騎士兜出現後屬於暫時接受了兜捕獲指令的東省吾的小組。負責審問被捕的天道總司。
但是，岬有自己的倫理的界線，從ZECT總部的指令也覺得過分的事提出了疑問。即使兜捕獲一件，最終判斷兜的存在是必要的，用自己的手拿了一次的騎士帶還給天道。也沒有報告資格者是他的事實。另外，因爲今後也有可能出現不打算加入ZECT的資格者，所以向幹部三島正人呼籲重新考慮方針，之後對開始調查謎團重重“masked rider計劃”的加賀美進行了協助。
加入ZECT好像是有理由的，不過，以神祕的女性爲理想的自己的隱私沒有說，稱“謎之女”。不過，他很喜歡吃蕎麥麪，所以偶爾會帶着加賀美去站着吃的蕎麥麪店。就像他所說的“只吃蕎麥麪”一樣，田所對蕎麥麪很挑剔，他也經常去蕎麥麪店。
故事最初執著於查找Kabuto的真正身份，後來在第6話被為正義而戰的天道總司所感動，承認天道就是Kabuto的事實。
每一次去麵館只會吃掛麵，在24話看出最愛吃掛麵。
第19話為了引出宇蟲而扮作影子怪盜。
被神代劍(擬態)稱爲“ミサキーヌ”並屢次接近，感到困惑的岬若無其事地表示了拒絕的意志。但是，感覺與一般人相差甚遠的劍(擬態)並沒有傳達給他，他也曾假裝與加賀美開始交往，試圖讓劍放棄。岬拒絕他的理由中，大概也有劍(擬態)看到的不是自己，而是與自己重疊的亡姐的身影的感受吧。但是，被天道指出這一點的劍(擬態)反省後向岬謝罪。再次呼籲“給我一個看到岬的機會，而不是ミサキーヌ”。這個時候，岬知道田所是本地人後大受打擊，對田所的信賴也開始動搖，這句劍(擬態)的話成爲了自己重新考慮用無雲的眼睛去看田所的契機。
之後，岬參加了蠕蟲進攻的“區域Z”的防衛戰。被乃木憐治(擬態)也就是卡西斯瓦姆·格拉迪烏斯襲擊時，被劍(擬態)作爲盾牌所救，岬開始對他敞開心扉。但是，在應約的約會當天，根據乃木(擬態)的行動判明劍(擬態)是蠕蟲。和第一次發現自己真面目的劍(擬態)一樣，岬也受到了很大的打擊。之後，使乃木屈服的劍(擬態)宣佈與人類決戰並召集了蠕蟲。向ZECT挑戰決戰被兜打倒。在此之前，岬發現劍(擬態)並沒有失去人心，於是責備了天道，但天道告訴岬這是劍(擬態)的願望，也是他與天道的約定，當岬得知劍(擬態)悲壯的決心時，熱淚盈眶。
第49話戰爭結束後，成立迪斯卡比爾集團（Discabile Corporation）並擔任社長，經營神代家老爺子口味的飲食。
田所 修一（たどころ しゅういち）
35歲。ZECT的成員並且是加賀美新和岬祐月隸屬小隊的領導人。是一個冷靜沉著，值得信賴的人。
雖然外表冷酷且兇惡（其弟弟也是面惡心善），但內心還是非常善良的，對待下屬很有愛心。
在26話曾考慮辭職，後來因加賀美阻止而放棄辭職的想法。
在29話看出其家業是手擀麵店。
第41話時他是原蟲的事實被揭露出來。
第49話戰爭結束後，和弟弟一同繼承家業（經營田所手擀麵店）。

## SHADOW 精銳部隊
矢車想（やぐるま そう）（德山秀典飾／香港配音：梁偉德（TV版）、羅偉傑（時王）／台灣配音：宋克軍（TV版）、歐祖豪（時王））
27歲。假面騎士TheBee(第一代)、假面騎士KickHopper變身者，第一人稱「俺」。
第7話首次登場。早期為ZECT本部直屬精銳部隊Shadow（影子）的隊長在戰場上活躍。向部下發出正確的指示殲滅worm。首次登場時已經能變身。
擅長烹飪，強調隊員間的完美配合，口中常掛著「Perfect Harmony」之語。
第8話在與Kabuto對戰中勝利，並把天道打死，但天道實際上只是被打暈。
第9集與Kabuto對決時求勝心切，無視影子小隊隊員安危，因而失去變身資格。
第13話被影山瞬放逐出影子小隊。
第33話重新登場時，已經歷練過地獄道，而成為地獄兄弟的假面骑士KickHopper，還攻擊影山瞬間接導致其失去TheBee資格。
第35話起把影山瞬視為弟弟，親密無間地一起行動。而且還是帶點搞笑的地獄兄弟。
第40話一度想保護回復人心的間宮麗奈但反被間宮麗奈攻擊。
第44話再次受到TheBee Zecter青睞，但卻已看不上眼。
第48話擊倒變成原蟲的影山瞬。
於《假面騎士ZI-O》第37-38話再次登場成為了另類Kabuto。
此外，德山秀典後參演2008年超級戰隊系列第32作《炎神戰隊轟音者》，飾演須塔大翔/轟音金。

影山瞬（かげやま しゅん）（內山真人飾／香港配音：張裕東（TV版）、鄧燦陽（時王）／台灣配音：陳宏瑋（TV版）、陳彥鈞（時王））
20歲。假面騎士TheBee(第三代)、假面騎士PunchHopper變身者，第一人稱「俺」或「私」。
原本隸屬ZECT本部直屬的精銳部隊幻影，從心底景仰信賴作為隊長的矢車想，全心全意地實踐著矢車想的Prefect Harmony“完美調和”。
第13話為尋找影子小隊內奸加入田所小組，並利用加賀美。
同話取得TheBee的資格，取代了加賀美而成為影子的隊長，並放逐前隊長矢車想。之後一直以影子小隊的隊長的身份為ZECT效力直至第33話。
第17話誘拐軟禁岡，並要脅大介要消滅Kabuto才可解禁岡。
第26話被間宮麗奈擊敗後一直受間宮麗奈擺佈直至第35話加入地獄兄弟。
在第33話中被矢車想攻擊而失去TheBee資格，該TheBee Zecter被天道奪取。失去了資格的影山，還被影子小隊踢出。
為了奪回The Bee Zecter，第35話假裝成為了天道的弟子，想和天道打好關係以便奪回The Bee Zecter，但失敗了。接受了間宮麗奈的請求不惜一切代價的想要殺死立川大吾但失敗。於奄奄一息之時被矢車救走了，之後在矢車想的指引下加入地獄兄弟和成為假面騎士Punch Hopper，之後一直與矢車形影不離地行動。
第44話再次變身成TheBee，但戰敗後被捨棄資格。
第48話因拿了ZECT可偵測出異蟲的項鍊，認為只要戴上項鍊，便能夠偵測異蟲。但原來這項鍊表面上是為了偵測宇蟲，實際上是為了令人類變成原蟲的圈套。自己亦因此中了ZECT的圈套而變成原蟲，讓矢車擊倒自己，安祥地逝去。
於《假面騎士ZI-O》第37-38話再次登場。
此外，內山真人曾參演2004年《超人力霸王納克斯》，飾演第三任適能者千樹憐。

## ZECT
加賀美 陸（かがみ りく）
52歲。加賀美新的父親。既是警視總監同時也是ZECT的創始者。
雖然外表奸詐老謀深算，但實際上也是一名正義之士。
35年前與日下部総一一起開發假面騎士系統，並提名自己當時未出世的兒子加賀美新為Gatack適能者。
雖然與加賀美新有很深的代溝，但隨著人蟲戰爭的加劇，這種代溝也慢慢化解。
經常以比喻為三島提供解決方法。
重視作為「友人」的原蟲。為保護原蟲在第42話跟異蟲軍團首領乃木怜治的談判中假扮甘願放棄全新武器「反擬態彈」。
第29-30話擔任料理大賽評判。
第36話向天道表示Kabuto和Gatack的騎士系統都裝置了紅舞鞋系統。
第41話向天道和新導出ZECT和原蟲的關係，以及向天道導出裝置了紅舞鞋系統的成因。
第48話被三島和根岸聯手放逐。
第49話戰爭結束後，回复普通的生活。
三島 正人（みしま まさと）
25歲，ZECT幹部、加賀美陸的左右手，有時候擔任司機。平時亦採用手機通話，給予戰鬥部隊指示。
性格冷酷無情，出身和目的皆是一團迷霧。
沒有味覺，吃飯時只用維他命加水予以解決。
第16話曾強行奪下TheBee Zecter並成功變身，並發揮出超乎想像以上的戰鬥力。據他所說，用意是教導影山瞬正確的戰鬥方式。至於為何三島能使用TheBee Zecter劇中並無交代原因，其一推測因為他已變為原蟲。
第27話與異蟲間宮麗奈聯手，利用擬態成風間大介的異蟲來取代本尊以回收Drake Grip。
第33話指使高鳥蓮華去監視天道行動。
第48話對原蟲根岸提出合作，放逐上司加賀美陸，成為新一代的ZECT指揮官。
同話揭露自己已從人類改造為最強的蟋蟀原蟲，擁有輕易擊倒Dark Kabuto的強大戰鬥力，更能破解HyperKabuto的「Maximum Hyper Typhoon」。
第49話被HyperKabuto與Gatack的Rider Kick擊敗，在爆炸中消滅，是本作的終極BOSS。
高鳥蓮華 （たかとり れんげ）
第33話以ZECT訓練生的身分首次登場。具有很強的暗殺及潛入技巧，但是神經有點大條。武器是藏在戒指裡的銳利鋼絲線。
初登場不久即被重新加入ZECT的天道任命為副官。表面上作為溫順忠誠的部下支援著天道，但其實是受三島正人指使去監視天道行動的。
已經有七年沒吃過料理，因為「美味是罪過，那會讓戰士的精神放鬆」。卻在第34話因為吃了天道的蛋包飯而被天道收服，從此（自認？）為天道的徒弟。
第34話背叛三島正人，幫助天道搶奪Hyper Zecter。
雖然由天道親自傳授料理技巧，卻還是無法煮出出色的料理，一直沒有得到天道的肯定，而劍則非常認可她。
對料理的理解有點奇怪，常出現莫名其妙的料理。
第49話戰爭結束後，也當了洋餐館Bistro la Salle的職員。

## 神代家
神代劍（かみしろ つるぎ）（山本裕典飾／香港配音：黃榮璋／台灣配音：宋克軍）
第19話登場。
20歲。假面騎士Sasword變身者，第一人稱「俺」或「僕」。
以作為英國名門望族 “迪斯卡比爾家族“ (Discabile Family) 嫡系的後裔而驕傲（實際上家族早已沒落），過著奢侈的生活。在所有領域中都立志站在頂點。
但其實他真實身分是殺害姐姐的蠍異蟲所擬態而成的（真正的本尊早已死），只是擬態時神代劍強烈的個性(太少根筋)和對於異蟲的恨意，讓他壓過蠍異蟲的意識，一直以為自己在之後失去意識而存活下來。
故事後段與岬 祐月談戀愛，有一部分是因為在岬身上看到了姐姐的身影。
由於受到貴族教育的影響，他相當不懂人情世故，在街上經常以不符合一般常識的行爲引起騷動。與他人接觸的時候也是居高臨下的傲慢的態度引人注目，不過，本人沒有惡意基本上純粹坦率的性格。此外，他還重視“貴族有義務對擁有特權的人施以相應的施捨”這一“貴族之禮”，對自己認可的人表示敬意，如果接受了就會承認自己的過錯。也是一個相當好強的人，剛認識的時候和天道發生了一段時間的衝突，但是在暫時解僱了老頭之後的拉麪對決中，天道對老頭的愛情進行了說服，爽快地承認了失敗，讓老頭也迴歸了。
自稱「代替神揮舞劍的男子」，因為親愛的姊姊被蠍異蟲所殺，所以立志要消滅所有的異蟲，並找出殺害姐姐的蠍異蟲報仇。
因為姊姊被殺時散落著玫瑰，因而非常討厭玫瑰。
崇尚名言「Noblesse Oblige（高貴的行為要以相應行為的回應對方）」。
首次登場時已經能變身，並在第22話獲得Gatack前跟ZECT簽下合同以消滅worm。
第20話結尾得知自己就是殺害姐姐的蠍異蟲但是自己卻不知情。
第27話了解到家道的沒落，奢侈的作風開始有所收殮。並開始打工、籌款，甚至在第33話把Sasword Zecter賣給天道以振興家族。
第31話認定了加賀美為最好的朋友。
第36話發現立川大吾的原蟲身份並欲變身消滅時發現Sasword Zecter反被立川用來變身。
第41-42話曾一度加入地獄兄弟。
第43話深明自己不能擊敗乃木怜治後意識到何謂現實。
第45話為了消滅worm加入ZECT，成為某部隊的隊長，但因曲解意思導致部隊解散。
第46話發現自己原來才是殺害的姊姊的蠍異蟲，因無法接受這個事實，之後擊敗了異蟲的兩位領導而讓自己控制異蟲軍團發起和人類的戰鬥，在戰鬥中讓天道擊倒自己，最後在神代家中死亡。
老爺子（じいや）
65歲。姓名不詳。
神代劍的執事(管家)。
老爺子一方面讓劍(擬態)不要忘記華麗的時代，另一方面又不讓劍(擬態)察覺現狀，在背後苦心經營着家計。劍(擬態)成爲假面騎士Sasword的資格者之後，與對異蟲祕密組織“ZECT”的幹部三島正人簽訂契約。一隻倒下的異蟲能得到120萬日元的報酬，勉強維持家計。但是，後來加賀美新成爲假面騎士加塔克的資格者後，三島單方面地撕毀了契約，也有瞞着劍(擬態)經營拉麵攤的事。
原本好像是有名的廚師，手藝超一流。他手下有幾名弟子，20年前撰寫的著作《烹飪心得》被奉爲天道總司的聖經。與天道的相遇，是在他掌管廚房時期的西餐廳“bistrosal”，和劍(擬態)一起來店的契機。這個時候，老頭判斷天道的料理對劍(擬態)的口味來說不夠。借了廚房自己動手的時候，天道發現了老頭的真面目，評價他是“人類的瑰寶”，對他充滿敬意。第二天，老頭包下西餐廳“bistrosal”舉辦了劍(擬態)的生日會。吃了天道的料理後，對他再現自己味道的手藝感到驚訝，並以此爲契機，與天道慢慢加深了交流。
劍(擬態)向天道挑戰勝負的時候，因爲判定劍(擬態)輸了而被暫時解僱，不過，在領會了自己意思的天道的中介下，希望劍(擬態)成長的心被他理解，關係被修復了。後來因過度勞累而病倒時，也由天道照顧。
另外，在弟子們的請求下，天道向生席一郎(擬態)挑戰料理對決，雖然最後敗給了會操縱食用者感情的生席，但這也是天道與生席展開料理對決的契機之一。這時，老頭把同爲廚師的自己的弟弟介紹給天道。天道在他的手下掌握了烹飪的精髓，併成爲“光之廚師”，在與漁席的對決中取得了勝利。
另一方面，劍(擬態)是異蟲的事被隱瞞了，不過，在和知道了事實的加賀美新對話中，裝傻避開明言的同時也暗示着全部知道，劍(擬態)沒有異蟲的意識的事也有，加賀美大大地開始煩惱了。
後來劍(擬態)開始接近岬祐月的時候，老爺子也一直在幕後守護着劍(擬態)，終於劍(擬態)發現了自己的真實身份，老爺子請求天道實現他“打倒所有異蟲”的願望。。明白了的天道，特意和站在異蟲頂點的劍(擬態)謀求人類和異蟲的決戰，在這一戰中人類的勝利基本確定了。同時，劍(擬態)希望在這場戰鬥中被天道打倒，達成目的的他以瀕死回到了神代家。爺爺看着他露出滿意的表情。
後來爺爺過得怎樣不得而知。但是，在所有戰鬥結束的一年後，迪斯卡比爾在成爲Discabile Corporation社長的岬經營的餐廳大展身手，以復興Discabile家族爲目標。
神代美香
神代劍的姐姐
(早於故事開始) 1年前，和弟弟劍外出時被蠍子異蟲襲擊而斃命。不久，弟弟也同樣死去，而且被擬態成蠍子異蟲。
但是，可能是因爲看到美香最後的劍的記憶太過沖擊性，繼承了劍的記憶的神代劍(擬態)忘記了自己是異蟲，之後作爲假面騎士Sasword以消滅異蟲爲目標。

## 風間之關係者
風間大介（かざま だいすけ）（加藤和樹飾／香港配音：黃啟昌／台灣配音：李世揚）
22歲。假面騎士Drake變身者，第一人稱「俺」或「私」。
第11話首次登場。特立獨行的美容師，總是提著裝滿美容工具的吉他箱子。
首次登場時已經能變身，但是作為騎士對戰鬥並不熱心。
愛護一切女性，以“讓女性更加美麗”為宗旨。憑藉高超的“風間流奧義—究極化裝術”博得女性們的芳心，另一面卻對男性卻冷淡無情。
雖然想要讚美女人，可是每次都沒辦法想出恰當的詞，必須要靠小跟班岡的提醒才行。
第17話被影山瞬要脅要消滅Kabuto才可解禁岡。
第18話因為岡恢復記憶後回到母親身邊而離開自己。
第27話遇見其競爭對手並與之對決，對決後卻因ZECT的擺佈被誤以為是殺人犯。
其Drake Zecter在第28話更被擬態成自己的worm一度搶走，最後奪回。
第39話愛上了恢復人心的間宮麗奈。
第40話不得已消滅了已經恢復蟲心的間宮麗奈。
第49話戰爭結束後，與岡為伴仍然當化妝師。
岡/高山百合子（ゴン/たかやま ゆりこ）
8歲。初登場時是記憶喪失而被風間大介收養的小跟班，專門幫他提詞。
第17話被影山瞬誘拐軟禁。
第18話恢復記憶後回到母親身邊並離開大介。
於第27話時，在雜誌上看到了大介的介紹而想起了失去記憶期間的事，自己前去尋找而再度相會。之後便又一同行動。

## 異蟲（Worm）
間宮麗奈（まみや れな）
擬態成人類女性間宮麗奈的異蟲，是異蟲中類似於領導者的角色。原人類間宮麗奈是舞台劇演員。
第25話初登場時，便以壓倒性的力量時擊敗TheBee、Drake。
第27話曾與三島合作利用擬態成風間大介的異蟲來取代本尊。
第35話利用失去TheBee後的影山殺死立川大吾，還是失敗了。
第39話與HyperKabuto戰鬥負傷後，失去異蟲的記憶變成人類間宮麗奈的記憶，昏倒之後被風間大介救起。回復人類生活後，風間大介甚至對其產生好感。
於第40話回復異蟲的記憶，被Drake擊敗。
乃木治（のぎ れいじ）
擬態成人類男性乃木怜治的異蟲，異蟲軍團真正的首領，在第41話間宮麗奈被打倒後正式登場。
擁有再生能力，因此曾兩度復活並繼續率領異蟲和人類戰鬥。
異蟲第一型態的能力為時間停頓。其時三度把Gatack輕易打倒，並擊退發動了Hyper Clock Up的HyperKabuto。第42話被HyperKabuto以Maximum Hyper Cyclone打倒。
第42話復活後第二型態的能力為吸收並複製必殺技。其時個性顯得更為凶暴。第44話在Kabuto、Gatack、KickHopper的聯手下被擊敗。
第44話第二度復活後第三型態則分裂成兩個個體，並各有前兩者的個性。第45話被擬態神代劍的異蟲擊敗後跟隨神代率領異蟲和人類戰鬥。兩個個體在第46話各被Gatack、KickHopper與PunchHopper的聯手給擊敗。

## 原居民（Native）
日下部 総一（くさかべ そういち）
日和和天道總司的父親。加賀美陸重要的朋友。
18年前被擬態成自己的原蟲殺害，成為原蟲。並跟加賀美陸一起開發假面騎士系統。
因為和加賀美陸有阻止原蟲野心的同樣想法，在假面騎士系統中植入紅舞鞋系統免被利用。
於澀谷隕石時被天道殺死。臨死前把變身腰帶交給天道。
日下部 真由美（くさかべ さとみ）
日和和天道總司的母親。
18年前在肚裡懷著日下部煦的時候，和日下部先生一起被原蟲殺害並擬態。後來擬態的日下部夫人成功生下日下部煦（這就是為什麼日下部煦會是原蟲的原因）。
最後於澀谷隕石時被天道殺死。
立川大吾（たちかわ だいご）
第35話登場。一位幼稚園老師。全劇第一個表白身份登場的原蟲。
第36話曾對著天道和加賀美說出：「被戰鬥之神Gatack選上的加賀美新，被太陽之神Kabuto選中的日下部總司」後被異蟲所殺。
曾變身為Drake（第35話被異蟲襲擊時變身的）和Sasword（第36話被神代劍發現原蟲身份時變身的）。
根岸（ねぎし）
第45話正式登場。
身穿印有USA字樣的休閒運動服，表面是個笑容可掬、禮數甚足的隨和大叔，實際上是個虛偽的野心家。
一直暗中協助ZECT對付異蟲的原蟲，並且參與假面騎士系統的開發。
第48話發現加賀美陸隱瞞紅舞鞋系統（暴走開關），同話被早已看透野心的三島正人招手合作。
真實目的是透過隕石項鍊，將全人類變成原蟲。
第49話顯露真身只是普通原蟲，最後被Dark Kabuto抓住並捲入爆炸中同歸於盡。

## 其他主要人物
天道總司（擬態）
自稱日下部總司（又名鐵假面男），年齡不明。
假面騎士Dark Kabuto變身者。
第32話以前被囚禁在Area X。
本來是一名人類少年，卻被ZECT抓捕並進行實驗，成為第一個被改造為原蟲的人類。ZECT再讓他擬態成天道，成為假面騎士系統計劃的實驗品。
性格與天道完全相反，屬於稚嫩、依賴型人格。第32話與日和相會並且表現癡纏，但被捲入Hyper Zecter的暴走，與日和一起被吹到了「日全蝕的世界」。期間讓日和拒絕了真正的天道。
第42話回到現實世界。
第43話首次挑戰天道。
第44話最後日和被天道給說服，離開了他而回到了天道的身邊。
第48話時被變化成原蟲的三島正人擊倒，並被作為將全人類變成原蟲的裝置的一部份。
第49話最後幫助天道並抓住變化成原蟲的根岸，一起捲入爆炸中同歸於盡。